# Inanidrilus scalprum
Inanidrilus scalprum är en ringmaskart som beskrevs av Erséus 1984. Inanidrilus scalprum ingår i släktet Inanidrilus och familjen glattmaskar. Inga underarter finns listade i Catalogue of Life.